# Population zéro

Population zéro (Z.P.G. « Zero Population Growth ») est un film de science-fiction américain réalisé par Michael Campus (en) et sorti en 1972. Il est inspiré du roman The Population Bomb de Paul R. Ehrlich.

## Synopsis
Dans un monde futur où les ressources naturelles ont été sur-consommées, une loi interdit la reproduction humaine pendant une période de 30 ans pour essayer d'inverser la tendance, mais un couple tente de braver cet interdit.

## Fiche technique
- Titre original : Z.P.G. « Zero Population Growth »
- Réalisation : Michael Campus (en)
- Scénario : Frank De Felitta, Max Ehrlich d'après le roman The Population Bomb de Paul R. Ehrlich.
- Producteurs : Frank De Felitta, Max Ehrlich, Tom Madigan
- Photographie : Michael Reed, Mikael Salomon
- Montage : 	Dennis Lanning
- Musique : Jonathan Hodge
- Production : Sagittarius Productions
- Distributeur : Scotia-Barber
- Durée : 97 minutes
- Date de sortie : 25 mai 1972

## Distribution
- Oliver Reed : Russ McNeil
- Geraldine Chaplin : Carol McNeil
- Don Gordon : George Borden
- Diane Cilento : Edna Borden
- David Markham : Docteur Herrick
- Bill Nagy : le Président
- Sheila Reid : Mary Herrick
- Aubrey Woods (en) : Docteur Mallory
- Wayne Rodda : Metromart Salesman
- Ditte Maria Wiberg  : Telescreen Operator
- Birgitte Federspiel : psychiatre

## Production
Le film, produit par une société américaine, a été tourné au Danemark.

## Distinctions
- 1972 : Meilleure actrice pour Géraldine Chaplin au Festival international du film fantastique de Catalogne
- 1972 : Nommination pour le meilleur film au Festival international du film de Valladolid[3].